# Écuries de Munich
Le Marstall Munich (littéralement, les Écuries), également appelé Ancienne école d'équitation ou Marstall, est une dépendance de la Résidence de Munich. 

## Histoire
Jusqu'à nos jours, le bâtiment Marstall était l'école d’Équitation Royale ; le reste des Écuries, avec calèche, écuries et administration, a été détruit pendant la Seconde Guerre mondiale ou démoli dans les années 1990. Le bâtiment classique a été construit par Leo von Klenze, sous les ordres de l’Écuyer colonel Kesling, de 1817 à 1822. Il a été victime d'un raid aérien les 24 et 25 avril 1944,, au cours de la Seconde Guerre mondiale, puis a été en grande partie détruit et reconstruit en 1969-1970 tout en préservant les formes extérieures. 
Le bâtiment avec son portail en arcade monumental, couronné de bustes de Castor et Pollux, est considéré comme l'une des premières œuvres les plus abouties de Klenze. Les huit hauts-reliefs ronds en bronze avec des têtes de cheval, entre les écoinçons des fenêtres, et les reliefs en pierre La bataille des centaures et des Lapithes sont des œuvres de Johann Martin von Wagner. 

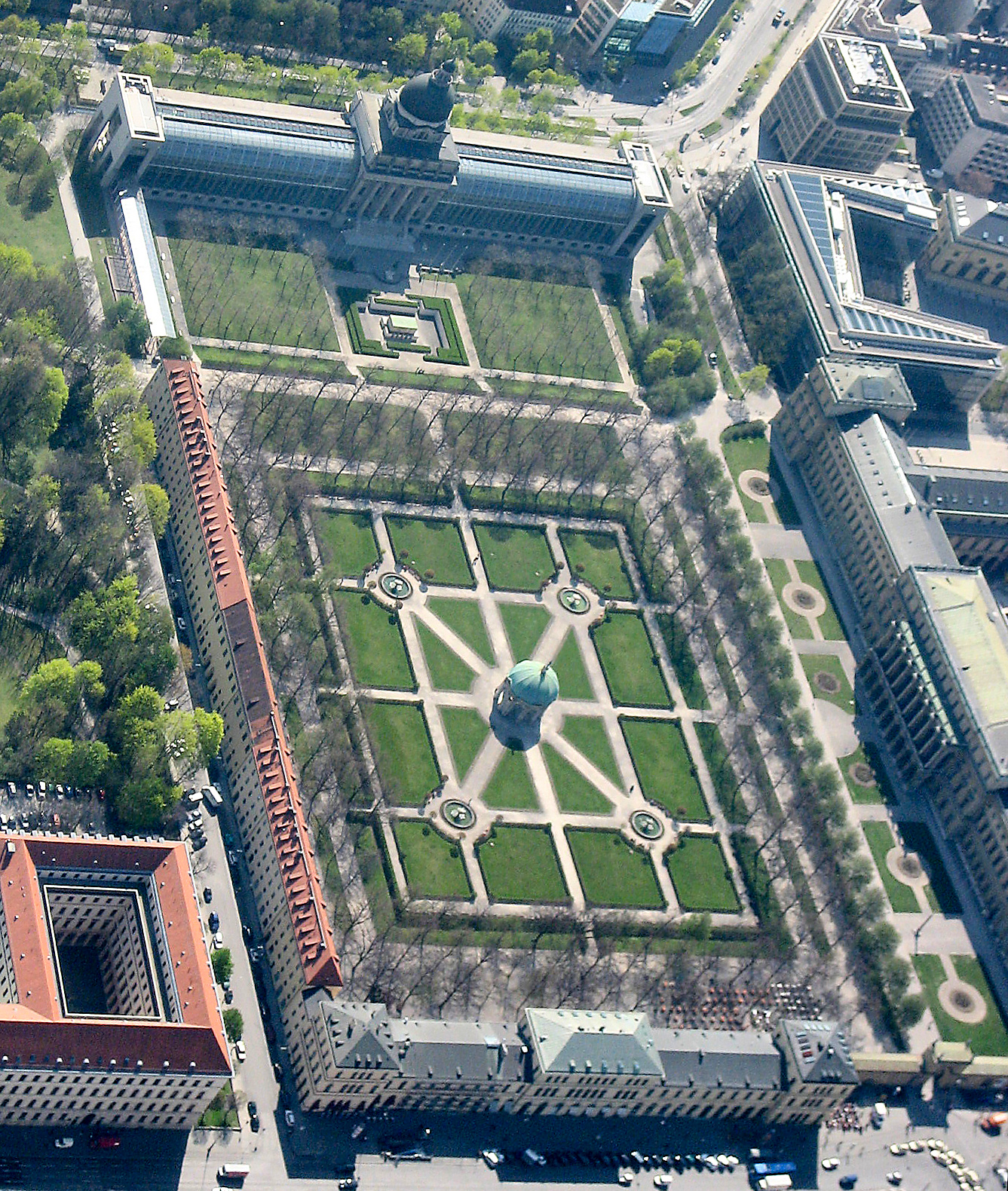
Vue aérienne avec le coin gauche du bâtiment du manège (sur la photo en haut à droite, le bâtiment jaune) par rapport à la Résidence (ci-dessous) et au jardin de la cour (à gauche). Le bord inférieur (ouest) du jardin de la cour est complété par le bâtiment du Bazar, qui a remplacé l’ancienne salle des tournois. Le bâtiment en forme de U situé à gauche du centre équestre reprend le tracé de l’ancienne section stable du Marstall.

## Utilisation originale
Outre le bâtiment de l’école équestre connue aujourd'hui sous le nom de Marstall Munich, Munich possédait encore une « vieille écurie » située juste au sud du théâtre national, construite à partir de 1580 environ (année du premier colonel), qui a servi après le déménagement des Écuries comme monnaie.  
Le Marstall avait un nombre considérable d'employés, fluctuant avec le temps en raison de l'importance de la Bavière.    

## Le premier musée d'art de Munich
De 1923 à 1940, il s'agissait du Marstallmuseum, qui se trouve maintenant dans l'aile sud du palais de Nymphenbourg. À l'instigation de Christian Weber, le bâtiment a été repris par l'opéra national. 

## Actuellement
Aujourd'hui, le Marstall sert de coulisses, de construction d'ateliers et d'étude au Residenztheater, Marstall. 

## Littérature
- Josef H. Biller, Hans-Peter Rasp: Encyclopédie des arts et de la culture de Munich. Guide de la ville et manuel. W. Ludwig Verlag dans le Südwest Verlag, Munich 1994,  (ISBN 3-7787-2133-X) .
- Cour et Manuel d'État de l'électorat et à partir de 1806 du Royaume de Bavière, disponible pour   B. (incomplet) dans la Bayerische Staatsbibliothek .